# Aurora (Illinois)
Aurora egy város az USA-ban, Illinois államban. Lakosainak száma 180 542 fő (2020).

## Népesség
A település népességének változása:
| Lakosok száma | 171 782 | 197 899 | 180 542 |
|               | 2008    | 2010    | 2020    |

## A város szülöttei
- Phillip E. Johnson (* 1940), amerikai jogászprofesszor
- Paul Scheuring (* 1968), amerikai forgatókönyvíró, filmrendező